# Liste der Kulturdenkmale in Bünsdorf
In der Liste der Kulturdenkmale in Bünsdorf sind alle Kulturdenkmale der schleswig-holsteinischen Gemeinde Bünsdorf (Kreis Rendsburg-Eckernförde) aufgelistet (Stand: 14. April 2025).
Die Bodendenkmale sind in der Liste der Bodendenkmale in Bünsdorf aufgeführt.

## Legende
In den Spalten befinden sich folgende Informationen:
- Objekt-ID: die Nummer des Kulturdenkmales
- Lage: die Adresse des Kulturdenkmales und die geographischen Koordinaten. Kartenansicht, um Koordinaten zu setzen. In der Kartenansicht sind Kulturdenkmale ohne Koordinaten mit einem roten Marker dargestellt und können in der Karte gesetzt werden. Kulturdenkmale ohne Bild sind mit einem blauen Marker gekennzeichnet, Kulturdenkmale mit Bild mit einem grünen Marker.
- Offizielle Bezeichnung: Bezeichnung des Kulturdenkmales
- Beschreibung: die Beschreibung des Kulturdenkmales
- Bild: ein Bild des Kulturdenkmales

## Sachgesamtheiten
| Objekt-ID      | Lage                                    | Offizielle Bezeichnung | Beschreibung | Bild                             |
| -------------- | --------------------------------------- | ---------------------- | --- | -------------------------------- |
| 40875 Wikidata | Dörpstraat (54° 22′ 8″ N, 9° 44′ 37″ O) | Kirche St. Katharina   | Aktualisierung vorgesehen - Begründung: geschichtlich, künstlerisch, städtebaulich, Kulturlandschaft prägend - Schutzumfang: Kirche St. Katharina mit Ausstattung, Kirchhof, Grabmale bis 1870 | weitere Fotos \| Fotos hochladen |

## Bauliche Anlagen
| Objekt-ID     | Lage                                    | Offizielle Bezeichnung               | Beschreibung | Bild                             |
| ------------- | --------------------------------------- | ------------------------------------ | --- | -------------------------------- |
| 3992 Wikidata | Dörpstraat (54° 22′ 8″ N, 9° 44′ 37″ O) | Kirche St. Katharina mit Ausstattung | Alteintragung (Aktualisierung vorgesehen) - Begründung: geschichtlich, künstlerisch, städtebaulich - Schutzumfang: gesamtes Objekt - Denkmaltyp: Bauliche Anlage, Sachgesamtheit: Kirche St. Katharina | weitere Fotos \| Fotos hochladen |

## Gründenkmale
| Objekt-ID      | Lage                                    | Offizielle Bezeichnung | Beschreibung | Bild            |
| -------------- | --------------------------------------- | ---------------------- | --- | --------------- |
| 22934 Wikidata | Dörpstraat (54° 22′ 7″ N, 9° 44′ 37″ O) | Kirchhof               | Alteintragung (Aktualisierung vorgesehen) - Begründung: geschichtlich, Kulturlandschaft prägend - Schutzumfang: Kirchhof, Grabmale bis 1870 - Denkmaltyp: Gründenkmal, Sachgesamtheit: Kirche St. Katharina | Fotos hochladen |

## Quelle
- Liste der Kulturdenkmale in Schleswig-Holstein – Kreis Rendsburg-Eckernförde

- Karte mit allen Koordinaten:
- OSM |
- WikiMap